# Infanterie-Division Schlesien
Die Infanterie-Division Schlesien wurde am  4. Juli 1944 als sogenannte Schatten-Division aufgestellt.

## Geschichte

### Aufstellung
Die Aufstellung erfolgte im Zuge der 28. Aufstellungswelle auf Truppenübungsplatz Neuhammer in Schlesien für den Wehrkreis VIII. Hauptquartier war in Wadowitz.

### Verlegung nach Italien
Am 13. August 1944 wurde die Infanterie-Division Schlesien zur Heeresgruppe C nach Italien geschickt. 

### Auflösung
Die Auflösung folgte schon kurz nach der Überführung mit dem 21. August 1944.

### Verwendung für die Auffrischung der 71., 94., 98. und 148. ID
Die einzelnen Einheiten der Division zum großen Teil zur Auffrischung der 94. Infanterie-Division verwendet wurden. Das Grenadier-Regiment Schlesien 1 kam mit dem Stab zum Grenadier-Regiment 281 der 148. Infanterie-Division. Weitere Bataillone kamen zur Auffrischung u. a. zur 71. Infanterie-Division und zur 98. Infanterie-Division.

## Gliederung
Die Gliederung der sogenannten Division war:
- Grenadier-Regiment Schlesien 1
- Grenadier-Regiment Schlesien 2
- Artillerie-Abteilung Schlesien
- Pionier-Bataillon Schlesien